# Костричник (Крупський район)
Костри́чник (біл. Кастрычнік) — село в складі Крупського району Мінської області, Білорусь. Село підпорядковане Костричницькій сільській раді, розташоване в східній частині області.
До 1918 року носило назву Ломське. Рішенням Мінської обласної ради депутатів від 28 травня 2013 року, щодо змін адміністративно-територіального устрою Мінської області, село Костричник, уже колишньої Обчугської сільської ради, підпорядковане Костричницькій сільській раді.